# Platycyamus thompsoni
Platycyamus thompsoni är en kräftdjursart som först beskrevs av Gosse 1855.  Platycyamus thompsoni ingår i släktet Platycyamus och familjen vallöss. Inga underarter finns listade i Catalogue of Life.